# Džebel Mukabir

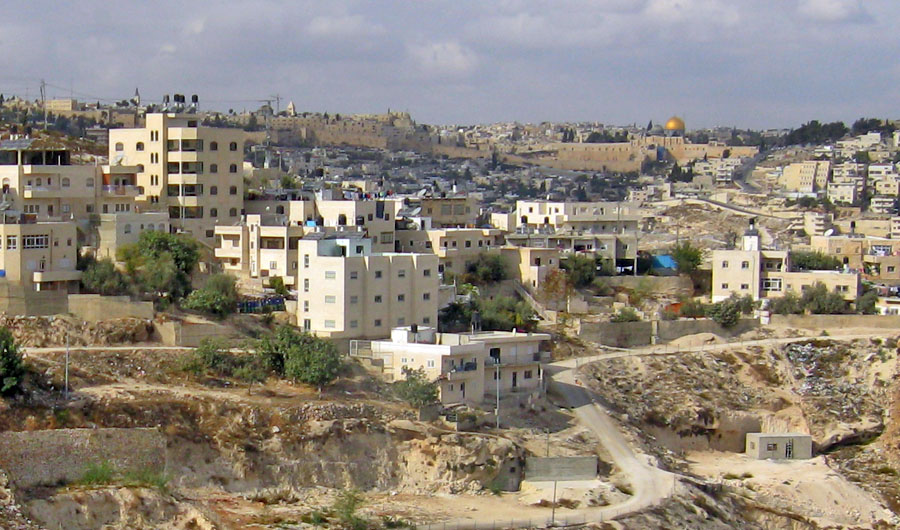
Zástavba v Džebel Mukabir, v pozadí Chrámová hora

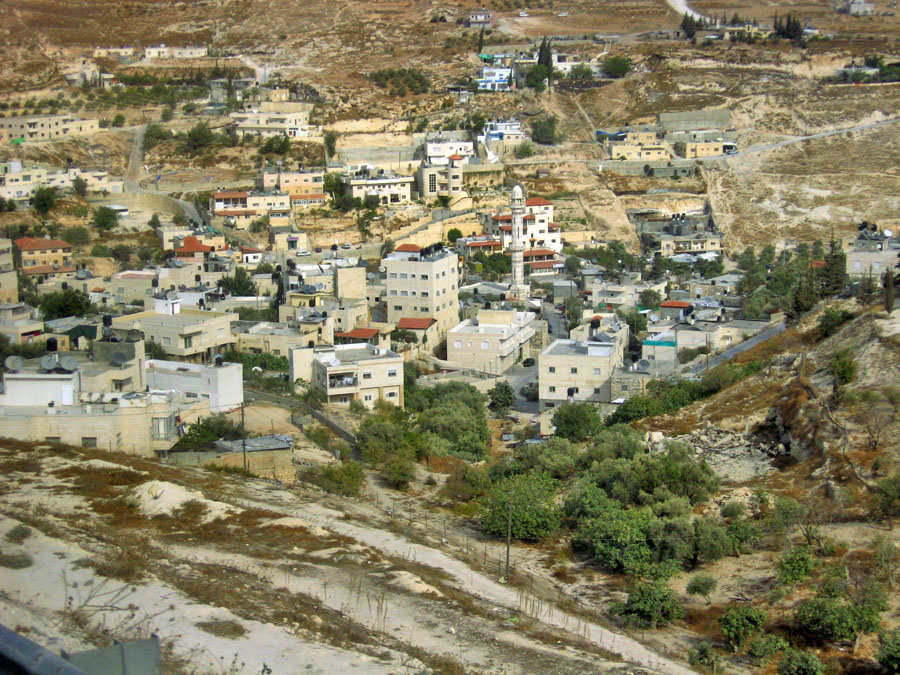
Pohled na Džebel Mukabir

Džebel Mukabir (hebrejsky: ג'בל מוכאבר, arabsky: جبل مكبر) je arabská čtvrť v jihovýchodní části Jeruzaléma v Izraeli, ležící ve Východním Jeruzalému, tedy v části města, která byla okupována Izraelem v roce 1967 a začleněna do hranic města.

## Geografie
Leží v nadmořské výšce okolo 700 metrů, cca 3 kilometry jihojihovýchodně od Starého Města. Na severu s ní sousedí arabská čtvrť Al-Savahira al-Garbija, na jihu Arab al-Savahira, na jihozápadě židovská Talpijot Mizrach. Leží na okraji Judské pouště na okraji hornatého hřbetu, který východně odtud prudce spadá do údolí vádí Nachal Kidron, do kterého po severním okraji čtvrtě přitéká vádí Nachal Ecel. Východně od čtvrtě pocházejí městské hranice Jeruzaléma, které přibližně sleduje také Izraelská bezpečnostní bariéra. Ta odděluje další arabskou zástavbu východně odtud s rozptýlenými vesnicemi jako Savahira al-Šarkija. Džebel Mukabir leží na dotyku se Zelenou linií, která do roku 1967 rozdělovala Jeruzalém.

## Dějiny
Původně šlo o malé ryze vesnické sídlo. Na konci první arabsko-izraelské války byla v rámci dohod o příměří z roku 1949 začleněna do území okupovaného Jordánskem. V roce 1967 byla okupována Izraelem a stala se městskou částí Jeruzaléma. Zástavba má rozptýlený vesnický charakter. Podlé arabské legendy vznikl název této lokality, když se na zdejší vrch postavil chalífa Umar ibn al-Chattáb a zvolal (Aláhu akbar, Bůh je velký).

## Demografie
Plocha této městské části dosahuje 2949 dunamů (2,949 kilometru čtverečního). V roce 2000 tu žilo 12 859 a v roce 2002 14 050 obyvatel.